# Shavano Park (Teksas)
Shavano Park je grad u američkoj saveznoj državi Teksas. Prema popisu stanovništva iz 2010. u njemu je živjelo 3.035 stanovnika.